# Eli Soriano
Eliseo "Eli" Soriano y Fernando (Pásay, Filipinas, 4 de abril de 1947 - Curitiba, Brasil, 11 de febrero de 2021) fue un televangelista filipino. Era el "Siervo General" (en tagalog: Lingkod Pangkalahatan), anteriormente llamado "Ministro Presidente", de la Iglesia de Miembros de Dios Internacional (MCGI), una organización religiosa cristiana internacional con sede en Pampanga, Filipinas. Fue el principal conductor del programa de radio y televisión Ang Dating Daan (en español: El Camino Antiguo), que es considerado como el más antiguo programa religioso en Filipinas.
Soriano era conocido por su método característico de "Exposiciones bíblicas". Es un simposio bíblico en vivo en el que los invitados tienen la oportunidad de hacer preguntas improvisadas personalmente o por video en vivo o llamadas telefónicas.
También era conocido por la predicación directa de lo que él creía que eran errores doctrinales de varios grupos religiosos locales e internacionales. Asimismo tuvo numerosos debates religiosos con diferentes pastores.
Un incidente en el que utilizó una palabra difamatoria en su programa de televisión, condujo a la suspensión del programa durante tres meses en un caso que llegó a la Corte Suprema de Filipinas.

## Inicios
Soriano nació en Pásay, Filipinas. Hijo de Triunfo Soriano y Catalina Fernando, era el séptimo de ocho hijos. Creció en Pampanga. Comenzó la escuela a los ocho años.
Se suponía que Soriano recibiría los más altos honores de la escuela, pero se retiró tres meses antes de graduarse debido a un supuesto debate religioso entre Soriano y el administrador de la escuela. El 7 de abril de 1964, tres días después de cumplir 17 años, Soriano se bautizó en Seneguelasan, Bacoor, y se convirtió en miembro oficial de la Iglesia ng Dios kay Kristo Hesus, Haligi en Suhay ng Katotohanan (Iglesia de Dios en Cristo Jesús, Pilar y Soporte de la Verdad) fundada por Nicolás Pérez, donde sus padres también eran miembros.

## Carrera

### Ministro designado
En 1969, Nicolás Antiporda Pérez, que entonces era el ministro presidente de la iglesia, otorgó a Soriano el título de "ministro", convirtiéndolo en el único ministro en la Iglesia ng Dios kay Kristo Hesus, Haligi en Suhay ng Katotohanan en ese momento. Circulaban rumores de que Soriano iba a ser el sucesor de Pérez. Sin embargo, después de la muerte de Nicolás Pérez en 1975, Levita Gugulan fue nombrada Secretaria General Presidenta temporal del grupo. Soriano inicialmente aceptó el nombramiento de Gugulan, pero posteriormente denunció su liderazgo afirmando que las mujeres no deberían ser líderes de la iglesia según la Biblia.

### Cisma
En 1976, Soriano y sus aliados abandonaron la secta de Gugulan. En 1977, Soriano registró un nuevo grupo, llamado Iglesia ng Dios kay Kristo Hesus, Haligi at Saligan ng Katotohanan (Iglesia de Dios en Cristo Jesús, Pilar y Base de la Verdad), que luego se cambió a Mga Kaanib sa Iglesia ng Dios kay Kristo Hesus, Haligi y Saligan ng Katotohanan sa Bansang Pilipinas, Inc. (Miembros de la Iglesia de Dios en Cristo Jesús, Pilar y Base de la Verdad, Filipinas, Inc.).
Debido a la similitud entre el nombre utilizado por el grupo de Gugulan y el grupo de Soriano, el primero presentó una demanda, que fue resuelta por la Corte Suprema de Filipinas en 2001 a favor del grupo de Gugulan, y al grupo de Soriano se le ordenó cambiar el nombre de su iglesia. En 2004, el grupo de Soriano cambió el nombre de su iglesia a Miembros de la Iglesia de Dios internacional.

### Ang Dating Daan
Antes de comenzar su programa estrella de televisión, Soriano predicaba en diferentes pueblos y municipios de Filipinas. En 1980, Soriano inició el programa de radio Ang Dating Daan, que se convirtió en programa de televisión en 1983. En 1983, Soriano fue invitado como panelista en el programa multirreligioso de GMA-7, Dis [This] is Manolo and His Genius Family. Él, junto con otros representantes de grupos religiosos, debatiría y defendería sus creencias en el programa. Soriano ganó y fue galardonado con el premio "Ministro del Evangelio más destacado del año 1983". Pronto, Soriano recibiría múltiples premios de diferentes organizaciones benéficas, en particular como Bayani ng Lahing Kayumanggi (Héroe de la raza marrón).
El 20 de enero de 1999, Soriano fue invitado en el programa de entrevistas de Korina Sánchez Balitang K (K News). Allí Soriano admitió que el programa Ang Dating Doon, que es una parodia de su programa Ang Dating Daan, en realidad ayudó a aumentar la popularidad de dicho programa religioso.

### Exilio
Estuvo en el exilio para evadir varias amenazas de muerte que recibió durante su predicación en Filipinas y los innumerables casos de difamación que enfrentó por parte de las personas a las que difamaba. Desde entonces, ha aprovechado esta oportunidad para predicar en otros países.
Actualmente, <i id="mwcg">Ang Dating Daan se</i> transmite en 73 países en todo el mundo, entre ellos Estados Unidos (como The Old Path), Brasil, Portugal (como O Caminho Antigo ), Uruguay, España (como El Camino Antiguo), India, Sudáfrica y Saipán.
En su programa de televisión Itanong mo kay Soriano, Biblia ang Sasagot! ("Pregúntele a Soriano, ¡la Biblia responderá!"), invitó a la gente a hacerle cualquier pregunta relacionada con la Biblia.

### Obras sociales
Soriano, con la ayuda de su sobrino Daniel Razón, encabezaron muchos proyectos para los indigentes. Estos incluyen chequeos médicos y dentales gratuitos, un viaje en autobús gratuito y un hogar transitorio gratuito para personas sin hogar. Soriano y Razon crearon un programa gratuito de becas universitarias en La Verdad Christian College en el Gran Manila que ofrece becas a jóvenes que las merecen.
El 17 de mayo de 2010, Soriano apareció (a través de un parche de video en vivo) en un concierto conceptualizado por Daniel Razón y se tituló Protest Broadcast 3. El concierto tiene como objetivo ayudar a las familias de las víctimas de la Masacre de Maguindanao. Los representantes de las víctimas recibieron las ganancias netas del concierto. Los niños huérfanos de los trabajadores de los medios de comunicación también recibirán becas. Durante su comparecencia, Soriano criticó duramente a la expresidenta filipina Gloria Macapagal Arroyo, a quien culpó por sus problemas legales.
El 1 de agosto de 2010, el programa universitario gratuito de Soriano-Razón recibiría más apoyo financiero de la Asociación de Baloncesto de Filipinas (PBA) a través de un juego de baloncesto que jugaría la PBA. El juego, titulado "Hoopsters Meet the Legends: Kahit Isang Araw Lang", estaba programado para el Cuneta Astrodome. Los equipos involucrados fueron las "leyendas de la PBA", Hoopsters (liderados por Razón) y el equipo KAPI. Todas las ganancias netas se destinarían a apoyar el programa universitario gratuito de Soriano y Razón.
Soriano y Razón también participaron en la donación y el lanzamiento de dos escuelas móviles (denominadas Proyecto Dunong Gulong) equipadas con herramientas de aprendizaje adecuadas para el ALS (Sistema de aprendizaje alternativo) de la educación filipina. El proyecto se conceptualizó inicialmente durante una charla entre el secretario de Educación, Armin Luistro, y Razón en el programa de televisión de este último Good Morning Kuya.
El 27 de noviembre de 2010, el Secretario de Educación, Luistro, firmó un Memorando de Acuerdo con Daniel Razón en el Centro de Convenciones ADD con respecto al lanzamiento de Dunong Gulong. Los dos autobuses escolares móviles Dunong Gulong se lanzaron en el SM Mall of Asia el 28 de noviembre de 2010. "Y las palabras se convirtieron en acción". Así describió Luistro el proyecto. Está impresionado por el apoyo brindado por el canal de servicio público UNTV y el grupo caritativo Ang Dating Daan, entonces encabezado por Soriano, a la campaña antianalfabetismo de Filipinas.
Hoy la Iglesia de Dios internacional se ha extendido del oriente al occidente, como señalan las profecías bíblicas y cada día va creciendo más y más, y trayendo buenas obras en diferentes país de Suramérica y Norte América. Una de ellas son las tiendas gratuitas para los más necesitados. Se puede decir que es la única iglesia que se preocupa por los más necesitados sin esperar nada a cambio, al igual su evangelio y enseñanzas son exacta con la palabra de Dios, que es la Biblia.       

## Fallecimiento
Soriano falleció el 11 de febrero de 2021 mientras estaba exiliado en Brasil, a los 73 años. Los miembros de la Iglesia de Dios Internacional emitieron un comunicado el mismo día anunciando su fallecimiento, pero no declaró la causa de su muerte.